# Stilpon
Stilpon var en antik grekisk filosof, verksam omkring år 300 f.Kr.
Stilpon var den sista betydande representanten för den megariska skolan och sysselsatte sig huvudsakligen med moralfilosofi, där han närmade sig cynikernas läror.